# 宇都宮清原球場
宇都宮清原球場（うつのみやきよはらきゅうじょう）は、栃木県宇都宮市東部の宇都宮清原工業団地・清原中央公園内（「'84とちぎ博」会場跡地）にある野球場。施設は宇都宮市が所有し、公益財団法人宇都宮市スポーツ振興財団が指定管理者として運営管理を行っている。
フィールドは全面人工芝で、横浜スタジアムと古代ローマのコロッセオをモデルに設計されている。開場以来、中学野球の県大会、関東大会や高校野球、大学野球、社会人野球などアマチュア野球公式戦が行われている。
プロ野球も公式戦やオープン戦が不定期ながら開催されており、過去には横浜大洋ホエールズや日本ハムファイターズなどが主催公式戦を開催した事があるが、公式戦は1997年から2007年まで開催されていなかった。ただし、オープン戦については読売ジャイアンツ（巨人）が3年に1回のペースで主催試合を開催している（詳細は後述）。

## 歴史
1988年5月竣工。アマチュア第1号本塁打は、当時宇都宮学園高等学校（現：文星芸術大学附属高等学校）3年生であった真中満（のちに日本大学を経てヤクルトスワローズに入団、のちに監督）が放っている。
千葉マリンスタジアム（現：ZOZOマリンスタジアム）が完成する以前、県内政財界を中心にロッテオリオンズを宇都宮に誘致し本拠地を川崎球場から当球場に移転する構想があったが、当時県知事を務めていた渡辺文雄が「巨人戦以外は誘致しない」と頑なに反対したため、この構想は立ち消えとなった。なお、巨人は当球場で概ね3年おきにオープン戦を行ってはいるが、2007年まで公式戦を開催したことは過去に一度もなかった。また、巨人在籍時の清原和博が当球場でのオープン戦に出場したこともなかった（栃木県総合運動公園野球場においては西武時代の1987年に巨人とのオープン戦で出場している）。
開場以来、磁気反転式のスコアボードを使用していた。得点表示部がデジタル時計のような7セグメントディスプレイのものだったが、近年はメンテナンスが行き届かず故障が相次いでいた。このことはかねてから県内でも問題視されていたが、遂に2005年のシーズンには選手名表示など一部の表示機能が停止してしまった。同年夏の高校野球県大会までに改修が間に合わず、当球場では点数とボールカウントしか表示出来ない状態で試合が進められた。同年冬から改装工事に着手、2006年2月に工事が完了し、2006年3月の読売ジャイアンツ対広島東洋カープのオープン戦で新しいスコアボードの供用を開始した。なお新しいスコアボードはLED式となり、県内の球場としては初めて得点表示部に安打数と失策数が表示できるようになった。
2000年代初めから2019年まで、全国高等学校野球選手権栃木大会の決勝戦は当球場で行われた（2011年・2012年を除く）。2013年は栃木県総合運動公園野球場（以下県営球場と記述）で開催予定だったが、電光掲示板不具合により当球場で実施。コロナ禍で決勝戦がない独自大会開催だった2020年を経て、2021年以降の決勝戦は県営球場で行われている。なお、開会式は当球場で行われることはあまりない。
2008年の第33回関東中学校軟式野球大会では開会式や決勝戦の会場として使用された。
2008年4月22日、12年ぶりの一軍公式戦として巨人対横浜戦が1試合開催された。巨人が宇都宮で主催公式戦を開催するのは1956年7月26日に現在の東武鉄道南宇都宮駅近くに所在した宇都宮常設球場で行われた対大洋ホエールズ戦以来、52年ぶりのことであった。巨人は翌2009年6月16日にも当球場で初のセ・パ交流戦となる対埼玉西武ライオンズ戦を1試合開催した。
2011年公開の映画『もし高校野球の女子マネージャーがドラッカーの『マネジメント』を読んだら』（もしドラ）の撮影にも使われた。
2011年3月11日に発生した東日本大震災の影響で設備の一部が損壊し、数か月にわたる復旧工事が必要となった。このため6月29日に予定されていた巨人対ヤクルト戦は中止となった。この試合は郡山総合運動場開成山野球場、当球場、東京ドームでの3連戦として編成されたもので、当球場での開催分は郡山での開催に振り替えられた。第93回全国高等学校野球選手権栃木大会も当球場での開催が不可能となり、決勝戦は県営球場で行われた。清原球場の代替球場として、鹿沼運動公園野球場で1・2回戦が行われた。
外野席のスタンド上段に設けられた広告スペースは、開場当初はほぼ埋まっていたものの、プロ野球の開催数の減少などもあって広告数が激減していた。改修後、プロ野球の試合に限り、外野フェンスの箇所に広告を印刷して掲示している。
2012年5月8日に巨人対DeNA5回戦が開催された。巨人主催の対DeNA戦は2008年4月22日以来4年ぶりで、巨人主催の宇都宮での試合も3年ぶりに開催された。また、このカードは4月25日に熊本で予定されていた試合が雨天中止になった為、地方での公式戦は2戦目となる。2014年度にも読売ジャイアンツ対広島東洋カープ戦が開催された。
2012年、東日本大震災による施設復旧工事に合わせ、1塁側観客席に車いす用のエレベーター、スロープを新設、また、これに伴って減少する観客席数確保のために、エキサイティングシートが新設された。またこの工期にあわせ、スコアボードのカウント表示機が（上から）SBOの順番から、BSOの順番に変更された。
2017年よりベースボール・チャレンジ・リーグに加入した栃木ゴールデンブレーブスは、2020年・2022年・2023年を除き定期的に公式戦を実施している（2020年は当初1試合が設定されていたが、コロナ禍による大幅な日程変更に伴い開催なし）。
2021年春からスコアボードの選手名部分が表示できなくなったため、同年9月より改修工事を実施、2022年4月1日より運用を開始した。大きさや形状、上下2段の電光掲示形式は以前と同じだが、改修後はフルカラーLEDとなり、文字や数字に加えアニメーション画像を新たに表示できるようになった。
2022年5月17日には読売ジャイアンツ対広島東洋カープ戦が開催された。

## 施設概要
- 両翼：97.6m、中堅：122m
- フィールド：全面透水性人工芝

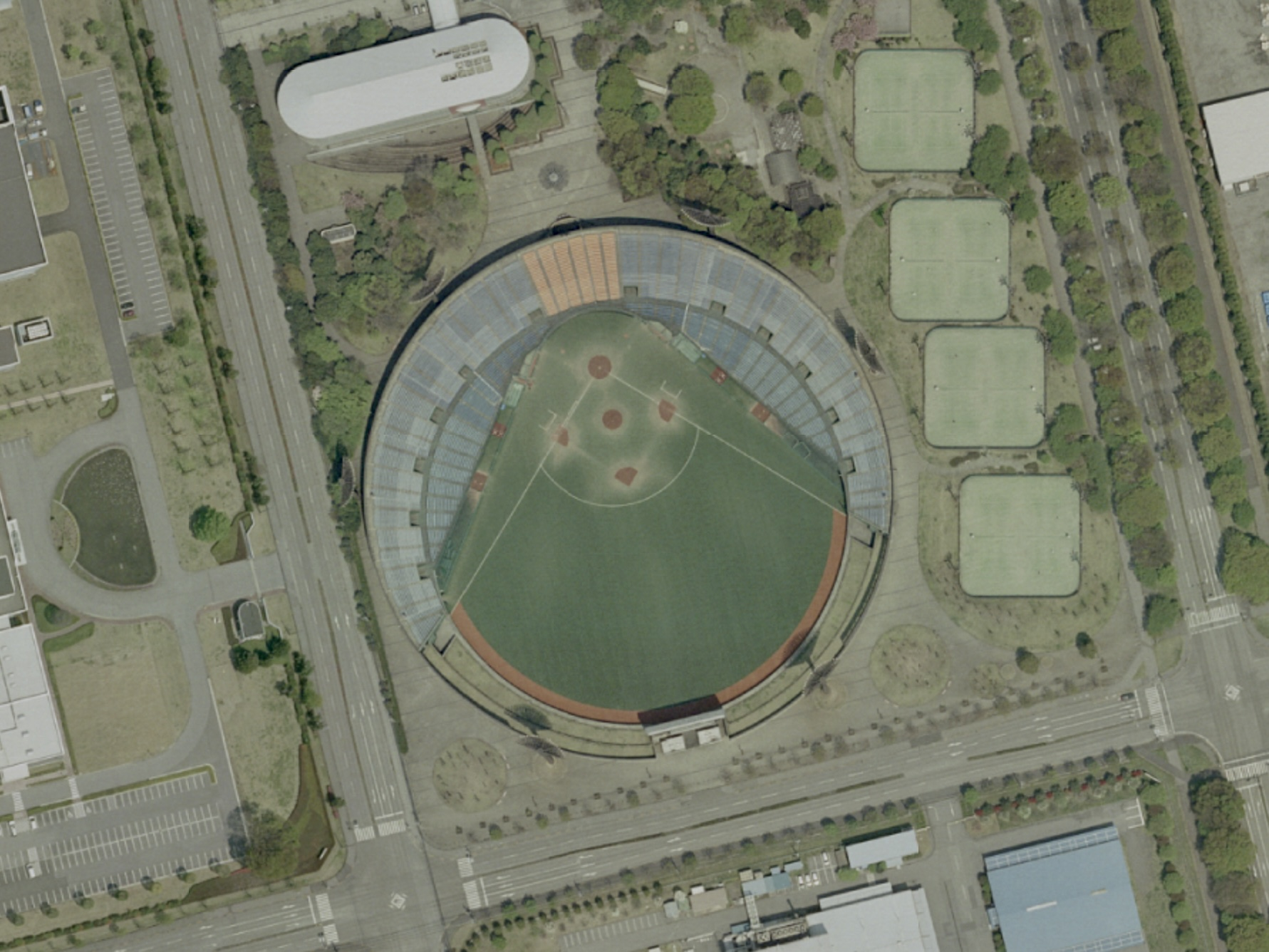
2010年春の航空写真（国土地理院作成）

- 収容人員：30,000人（内野：座席（エキサイティングシートが2012年4月より供用開始）、外野：芝生席）
- スコアボード：LED式（上下2段画面、フリーボード兼用）

（※開場から2005年まで磁気反転式）
- 照明設備：6基
- ダックアウト等：更衣室・シャワー室・ボールボーイ室など。
- バックネット裏：本部室・放送室・特別観覧席（車いす対応）など。

グラウンドは全面透水性人工芝である（但しアンツーカーを除く）。フルカラーLED式電光掲示板のスコアボード、収容観衆約30,000人の客席、シャワー室など、プロ野球地方球場戦や日米野球を招致するなど十分の設備を持ち合わせる。ブルペンは、グラウンドから出入りする形態で1、3塁側それぞれダックアウト奥のポール寄りにあり、2人の投手が投球練習できるようになっている。またダッグアウトと連絡を取れる電話機を備える。またブルペンのさらにポール寄りには、練習用ネットなどを収納するスペースがあったが、上記（#歴史）のような経緯により、エキサイティングシートとして1、3塁側それぞれに48席、計96席が設置されている。

## 交通施設
当球場を含む清原中央公園の周囲は宇都宮市道が走る。駐車場は隣接する清原体育館脇に100台程度の駐車場があるものの、体育館やテニスコートなどと共用であり、当球場専用ではない。スポーツイベント開催時の一般来場者駐車場として、工業団地内の企業駐車場が開放されることがある。以前は「グリーンベルト」と呼ばれる公園東側道路の路肩芝生帯への駐車も認められていたが、2022年現在では後述する宇都宮ライトレールの線路敷設工事が進んだことなどから、当球場に限らず清原中央公園周辺での催事では駐車禁止になる場合が多い。
2023年（令和5年）8月26日に宇都宮ライトレールが開業、清原地区市民センター前停留場が最寄となる。宇都宮駅東口から当停留場までは25分程度で結ばれる。

## 周辺
- 清原工業団地には当球場とは別に、南公園にも「清原南球場」があるが、こちらは軟式野球・ソフトボールの専用球場である。
- 清原工業団地のスポーツ施設にはこの他、当球場のある中央公園に宇都宮市清原体育館、宇都宮市清原テニスコート、 北公園にはサッカー・ラグビー専用の栃木県グリーンスタジアムがあり、Jリーグの栃木SCが本拠地として使用している。
- 当球場を含む清原中央公園周辺道路を主会場として、市民マラソン大会[21]や自転車ロードレース大会[22]も開催されている。